# Omloop van de Slagvelden
De Omloop van de Slagvelden was een meerdaagse wielerwedstrijd die werd verreden tussen 28 april en 11 mei 1919. De wedstrijd voerde de renners in zeven etappes langs de slagvelden van het Westelijk front in Frankrijk, België en Luxemburg. De Omloop van de Slagvelden had een totale afstand van zo'n 2.000 kilometer en gold als eerbetoon voor de vele soldaten die hun leven gaven voor de vrede. Elke etappe overbrugde een afstand van om en bij de 300 kilometer en werd gevolgd door een rustdag. Het eindklassement werd gewonnen door de Belg Charles Deruyter.
Nooit, bij menschen geheugen, was een koers lastiger en gruwelijker; nooit wrocht hij moorddagiger op het gemoed en de lichaamlijke gesteltenis van een rijder.— Karel Van Wijnendaele over de Omloop van de Slagvelden.
In 1920 vond een tweede editie van de wedstrijd plaats. Ditmaal ging het echter om een eendagswedstrijd met start en aankomst in Compiègne. Deze editie werd gewonnen door de Fransman Henri Pélissier.

## Omloop van de Slagvelden 1919

### Aanloop
De initiatiefnemende krant Le Petit Journal vroeg de Franse koersdirecteur Alphonse Steinès om de praktische organisatie van de wielerwedstrijd op zich te nemen. Hij legde het hele parcours ter voorbereiding af en zag met eigen ogen hoeveel puin en vernieling de oorlog teweeg had gebracht. Een wielerwedstrijd op deze kapotte wegen organiseren zou geen eenvoudige klus worden, maar hij wilde slagen in de opdracht die de krant hem had gegeven. Steinès rapporteerde dus aan zijn opdrachtgever dat het ondanks de slechte toestand van de wegen mogelijk moest zijn om de wedstrijd te organiseren. 137 renners schreven zich in, van wie er uiteindelijk 87 zouden worden toegelaten om te starten. Zij werden onder meer aangetrokken door de aantrekkelijke prijzenpot: Le Petit Journal bood een prijzenpot van 40.300 Franse frank aan en ook steden langs het parcours reikten diverse prijzen uit. Daarbovenop kreeg iedere deelnemer een dagvergoeding van Le Petit Journal en was er een gelijke bevoorrading voor iedereen. Dat was ongezien in die tijd.

### Verloop
De eerste editie van de Omloop van de Slagvelden werd verreden tussen 28 april en 11 mei 1919, en bestond uit zeven etappes. De totale afstand bedroeg zo'n 2.000 kilometer. Van de 87 deelnemers reden er maar 21 de wedstrijd uit. De Belg Charles Deruyter won drie etappes en schreef ook het eindklassement op zijn naam.

### Etappe-overzicht
| Datum    | Etappe | Start – finish          | Afstand (km) | Winnaar          | Klassementsleider |
| -------- | ------ | ----------------------- | ------------ | ---------------- | ----------------- |
| 28 april | 1      | Straatsburg – Luxemburg | 275          | Oscar Egg        | Oscar Egg         |
| 30 april | 2      | Luxemburg – Brussel     | 301,5        | Albert Dejonghe  | Albert Dejonghe   |
| 2 mei    | 3      | Brussel – Amiens        | 323          | Charles Deruyter | Charles Deruyter  |
| 4 mei    | 4      | Amiens – Parijs         | 277          | Charles Deruyter | Charles Deruyter  |
| 7 mei    | 5      | Parijs – Bar-le-Duc     | 333          | Jean Alavoine    | Charles Deruyter  |
| 9 mei    | 6      | Bar-le-Duc – Belfort    | 313          | Hector Heusghem  | Charles Deruyter  |
| 11 mei   | 7      | Belfort – Straatsburg   | 163          | Charles Deruyter | Charles Deruyter  |

### Eindklassement
| Plaats | Naam               | Tijd      |
| ------ | ------------------ | --------- |
|        | Charles Deruyter   | 89u56'47" |
| 2      | Urbain Anseeuw     | +2u22'49" |
| 3      | Henri Vanlerberghe | +2u52'18" |

## Omloop van de Slagvelden 1920

### Verloop
De tweede editie van de Omloop van de Slagvelden werd verreden op 19 september 1920 in de vorm van een eendagswedstrijd over een afstand van 180 kilometer. De Fransman Henri Pélissier haalde het in de sprint voor zijn landgenoten René Chassot en Romain Bellenger.

### Uitslag
| Plaats | Naam             | Tijd     |
| ------ | ---------------- | -------- |
|        | Henri Pélissier  | 6u34'00" |
| 2      | René Chassot     | z.t.     |
| 3      | Romain Bellenger | z.t.     |

## Trivia
- In 2019 werd de Omloop van de Slagvelden opnieuw georganiseerd in de vorm van een herdenkings- en belevingsrit over 2.098 kilometer met start en aankomst in Oosteeklo.[6]